# Harold và cây bút phép thuật (phim)
Harold và cây bút phép thuật (tên tiếng Anh: Harold and the Purple Crayon) là bộ phim hoạt hình/người đóng thuộc thể loại kỳ ảo được đạo diễn bởi Carlos Saldanha (đây cũng là bộ phim người đóng đạo diễn đầu tay của anh) với kịch bản do David Guion và Michael Handelman chấp bút dựa trên quyển sách cho thiếu nhi cùng tên năm 1955 của tác giả Crockett Johnson. Phim sẽ có sự tham gia của Zachary Lev trong vai nhân vật tiêu đề bên cạnh Lil Rel Howery, Zooey Deschanel và Jemaine Clement. Bộ phim sẽ là câu chuyện xoay Harold, một chàng trai trẻ dấn thân vào một hành trình phiêu lưu kì diệu với sự giúp đỡ từ cây bút sáp màu tím của anh.
Phim được sản xuất bởi Columbia Pictures và Davis Entertainment. Vào ngày 2 tháng 8, 2024, bộ phim đã được phát hành tại các rạp chiếu do hãng Sony Pictures Releasing phân phối.

## Diễn viên
- Zachary Levi thủ vai Harold[1][2]
- Lil Rel Howery[3]
- Zooey Deschanel[4]
- Jemaine Clement[5]
- Ravi Patel[6]
- Camille Guaty[7]
- Tanya Reynolds[8]
- Pete Gardner[9]